# GAZ-13 Čajka
La GAZ-13 Čajka è un'automobile prodotta dalla GAZ dal 1959 al 1981 e facente parte del marchio Čajka.

## Il contesto

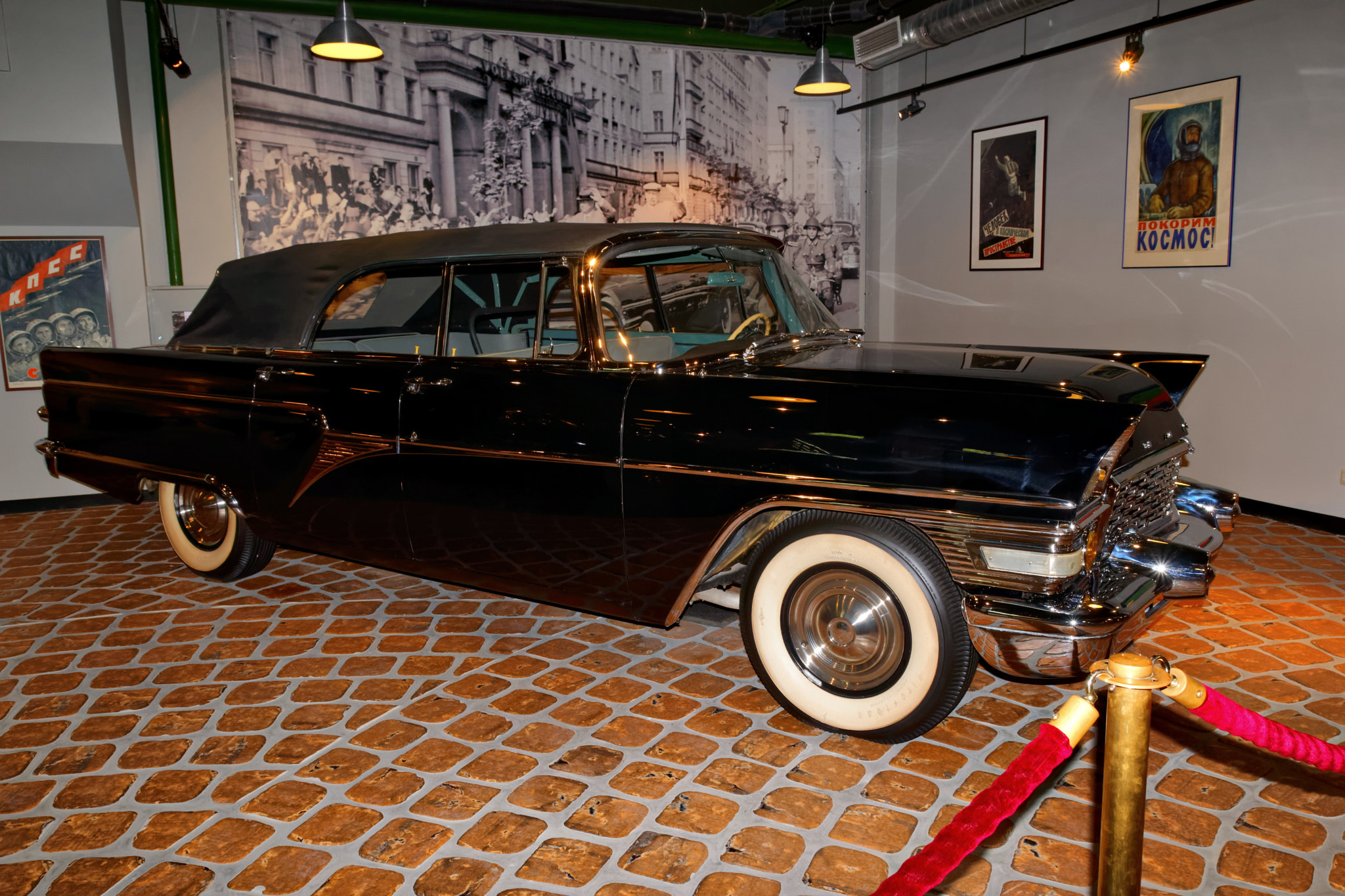
GAZ-13B

Il primo veicolo di pre-serie venne presentato nel 1958 al Salone automobilistico di Bruxelles, ma la produzione inizierà solo l'anno dopo. Destinato a sostituire il GAZ-12 ZIM, il GAZ-13 fu sviluppato dall'americano Packard Patrician del 1956, insieme allo ZIL-111 un po' più grande e lussuoso. Tuttavia, entrambe le vetture finirono per non avere quasi nessuna comunanza meccanica con il modello americano. La GAZ-13 aveva un nuovissimo motore V8 da 5,5 litri e 195 CV e un cambio automatico a 3 velocità. Fu costruita principalmente come berlina a 4 porte, ma c'era anche una decappottabile, insieme a una station wagon e un'ambulanza costruite dalla RAF in Lettonia.

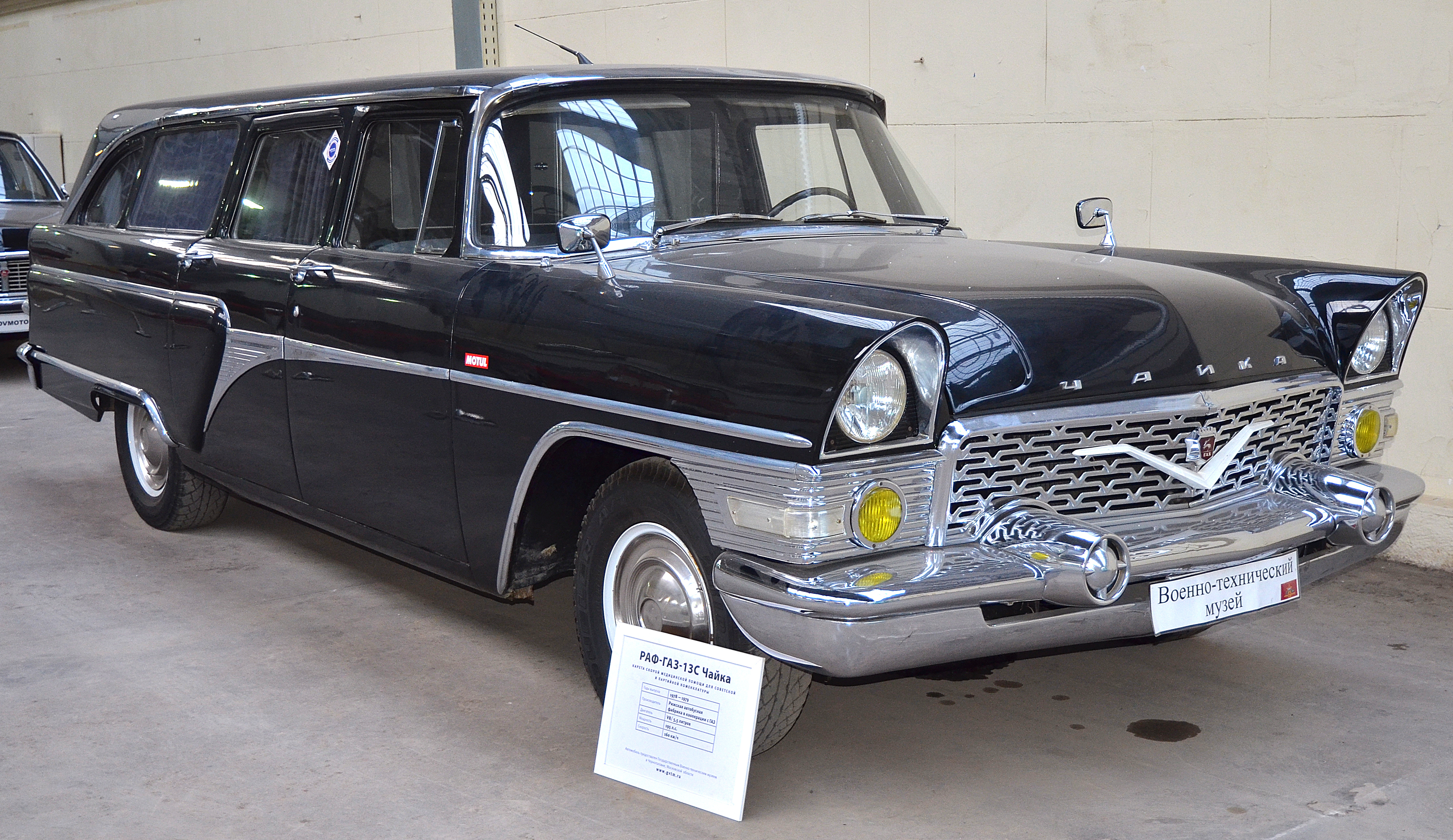
GAZ-13S

Il GAZ-13 era disponibile solo per gli alti membri del governo, ma poteva essere noleggiato anche da civili in varie cerimonie, come i matrimoni.
Il veicolo fu utilizzato in particolare da molti alti membri politici sovietici, ma anche da Nicolae Ceaușescu e Todor Zhivkov. Ha visto anche un uso diffuso a Cuba da parte di Fidel Castro.
Per le loro dimensioni più grandi e il V8 più potente, le Chaika furono ordinate in una certa quantità anche dal KGB. La velocità massima era di 159 km/h..
Per la prima volta nei prodotti GAZ sono stati utilizzati un carburatore a quattro camere, un servosterzo, un servofreno a depressione, alzacristalli elettrici, una radio con ricerca automatica e un'antenna elettrica. Si può vedere chiaramente il desiderio dei designer GAZ di "adattare" il design del "Gabbiano" alla linea delle auto GAZ, molto marcato nel passaruota posteriore, come il Volga, e non meno caratteristico motivo di timbratura sul cappuccio, preso in prestito da ZIM. Successivamente, il Volga GAZ-21 ha ricevuto, durante la modernizzazione, elementi di design che ricordano il gabbiano, ad esempio i paraurti "a due piani" (dal 1962).
Nel 1977 venne introdotta la GAZ-14 Čajka, ossia l'erede della GAZ-13, ma questa rimase in produzione fino al 1981, con una produzione totale di 3 179 esemplari. 
Il motore GAZ-13 divenne la base per il successivo motore per camion GAZ-53 e, in questa forma, fu utilizzato anche nel veicolo militare BRDM-2, negli autobus PAZ-672 e PAZ-3205, insieme ai camion GAZ-3307/3309 e alle loro modifiche. È stato utilizzato anche nel successore del GAZ-13, il GAZ-14. La sua produzione ha addirittura superato quella della stessa gamma Chaika, il motore ha continuato a essere costruito fino al 2020.